# Луківська сільська рада (Городенківський район)
| Луківська сільська рада — орган місцевого самоврядування у Городенківському районі Івано-Франківської області з адміністративним центром у с. Лука. У 2020 році в результаті адміністративно-територіальної реформи увійшла у склад Горденківської міської громади. Водоймища на території, підпорядкованій даній раді: річка Дністер. Сільській раді підпорядковані населені пункти: - с. Лука — населення 849 ос.; площа 26,928 км²; засн. в 1466 році. - с. Монастирок — населення 111 ос.; площа 0,447 км²; засн. в 1470 році. - с. Уніж — населення 156 ос.; площа 0,352 км²; засн. в 1467 році. |

## Склад ради
Рада складається з 16 депутатів та голови.

### Керівний склад ради
| ПІБ                   | Основні відомості                                                                     | Дата обрання | Дата звільнення |
| --------------------- | ------------------------------------------------------------------------------------- | ------------ | --------------- |
| Бабала Ганна Петрівна | Сільський голова, 1964 року народження.                                               | 26.03.2006   | 31.10.2010      |
| Бабала Ганна Петрівна | Сільський голова, 1964 року народження, освіта вища, Політична партія «Наша Україна». | 31.10.2010   |                 |

Примітка: таблиця складена за даними джерела